# Стрелково (городской округ Клин)
Стрелково — деревня, входящая в состав Нудольского сельского поселения Клинского района Московской области России. Население — 3 чел. (2010).

## Расположение
Находится на левом берегу реки Катыш вверх по течению от села Троицкое.

## Население
| 2002 | 2006 | 2010 |
| ---- | ---- | ---- |
| 6    | →6   | ↘3   |

## Усадьба Игрищево
В деревне Стрелково находился дом известного художника-передвижника Василия Григорьевича Перова, в котором художник проживал с 1875 года. Дом художника посещал Исаак Ильич Левитан, Михаил Нестеров, Алексей Саврасов, Павел Третьяков, Лев Толстой, Иван Шишкин. Здесь были написаны полотна «Рыболов», «Птицелов», Охотники на привале.
Сама усадьба принадлежала покровительнице Перова княгине З.Н. Енгалычевой, с которой он познакомился на выставке 1862 года. После 10 лет проживания в Игрищево художник приобрёл у помещика Лобко дом в Стреглово на другой стороне Катыша.
Творческая мастерская художника находилась неподалёку в деревне Радованье.
В 1918 году поднимался вопрос о воссоздании дома-музея художника, но этого так и не произошло.